# Catatonia
A Catatonia é uma perturbação do comportamento motor que pode ter tanto uma causa psicológica ou neurológica. A sua forma mais conhecida envolve uma posição rígida e imóvel que pode durar horas, dias ou semanas. Mas também pode se referir a agitação motora sem propósito mesmo sem estímulos ambientais. Uma forma menos extrema de catatonia envolve atividade motora muito lenta.

## Classificação
A catatonia é dividida em:

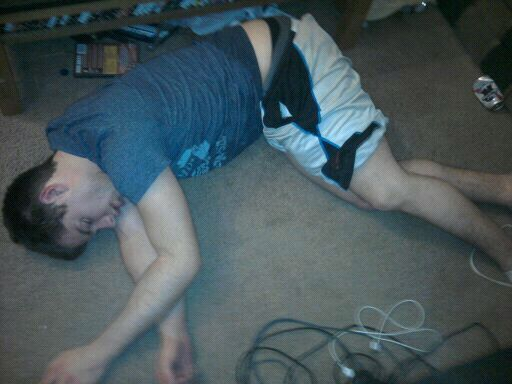
Estado catatônico pode ser produzido por drogas psicotrópicas, mesmo usadas apenas uma vez.

- Esquizofrenia catatônica: Estupor ou agitação com perda de contato com a realidade, algumas posições parecem desconfortáveis e ao mover a pessoa ela pode permanecer na mesma posição por horas. Pode envolver também episódios de violência, alta sugestionabilidade e/ou alucinações vívidas.[3]
- Depressão catatônica: Apatia severa, pessimismo, imobilidade ou lentidão, mutismo seletivo (dificuldade de se expressar em situações específicas) e anedonia (perda da capacidade de sentir prazer);
- Catatonia por outras causas médicas : falta de satisfação no dia a dia, rotina repetitiva e sem descanso, prolongamento ativo e afetivo.

## Causas
Diversas condições médicas podem causar catatonia, especialmente condições neurológicas e psiquiátricas:
- Esquizofrenia;
- Depressão;
- Câncer cerebral;
- Traumatismo craniano;
- Derrame cerebral;
- Encefalite;
- Hipercalcemia;
- Encefalopatia hepática;
- Homocistinúria;
- Cetoacidose diabética.

O amobarbital, benzodiazepínicos ou ECT podem ser usado para diferenciar causas mais orgânicas de causas mais psiquiátricas. Testes psicológicos e neurológicos devem ser usados durante a administração dos medicamentos para testar a melhora ou piora do paciente.

## Sintomas

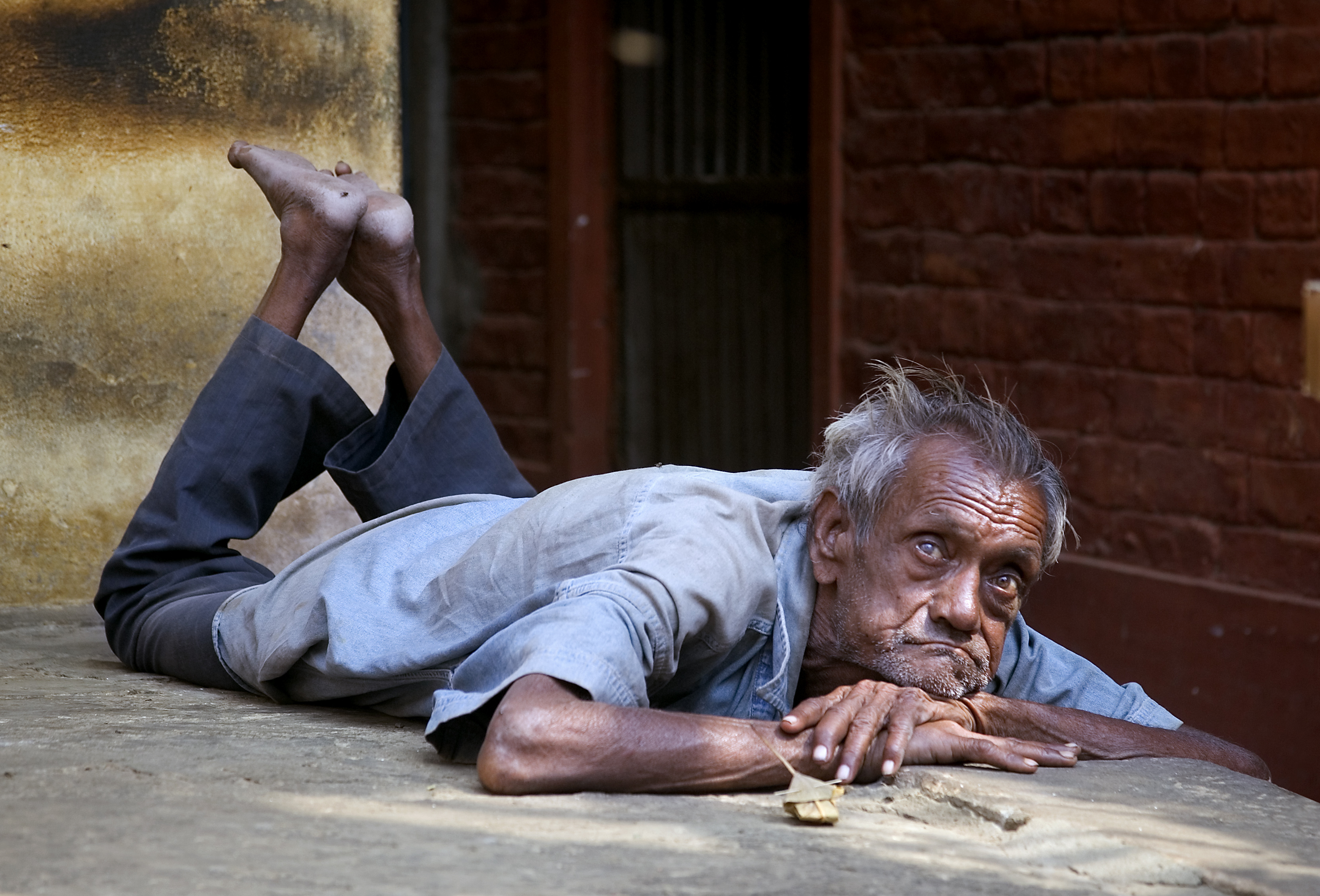
As posições podem parecer desconfortáveis aos observadores e podem ser mantidas por horas, dias ou semanas.

É uma síndrome complexa consistindo, sobretudo, de:
- Sintomas negativos (perda de capacidades que a pessoa possuía previamente);
- Estupor prolongado ou atividade motora excessiva;
- Mutismo seletivo;
- Maneirismos (movimentos voluntários peculiares);
- Ecolalia (repetição de sons);
- Ecopraxia (imitação dos movimentos de outra pessoa);
- Sugestionabilidade;

A evolução da catatonia traz uma crescente deficiência intelectual ao paciente e a atividade motora excessiva aparentemente não possui um objetivo nem é influenciada por estímulos externos. A questão poder alguém influenciar como um agente causador.
Dois dos principais sintomas da catatonia são a sugestibilidade e o negativismo do indivíduo. No primeiro caso, há exagerada tendência do doente a submeter-se às sugestões externas, especialmente as fúteis e sem conseqüências benéficas. No segundo caso, verifica-se uma teimosa oposição à execução do que se pede ao doente que faça, chegando ao ponto de realizar exatamente o inverso daquilo que lhe é indicado.
A contração de determinados grupos de músculos, provoca atitudes estereotipadas, mesmo sem cessação dos movimentos voluntários conhecidos como estereotipia.

## Diagnóstico diferencial
Não deve ser confundido com:
- Catalepsia patológica
- Cataplexia/Narcolepsia
- Distonia Aguda Induzida por neuroléptico
- Delirium
- Demências (como Alzheimer)
- Letargia
- Coma
- Transtorno factício

## Epidemiologia
Dentre os pacientes diagnosticados com sintomas catatônicos 77% possuem distúrbios afetivos e apenas 7% possuem esquizofrenia.

## Tratamento

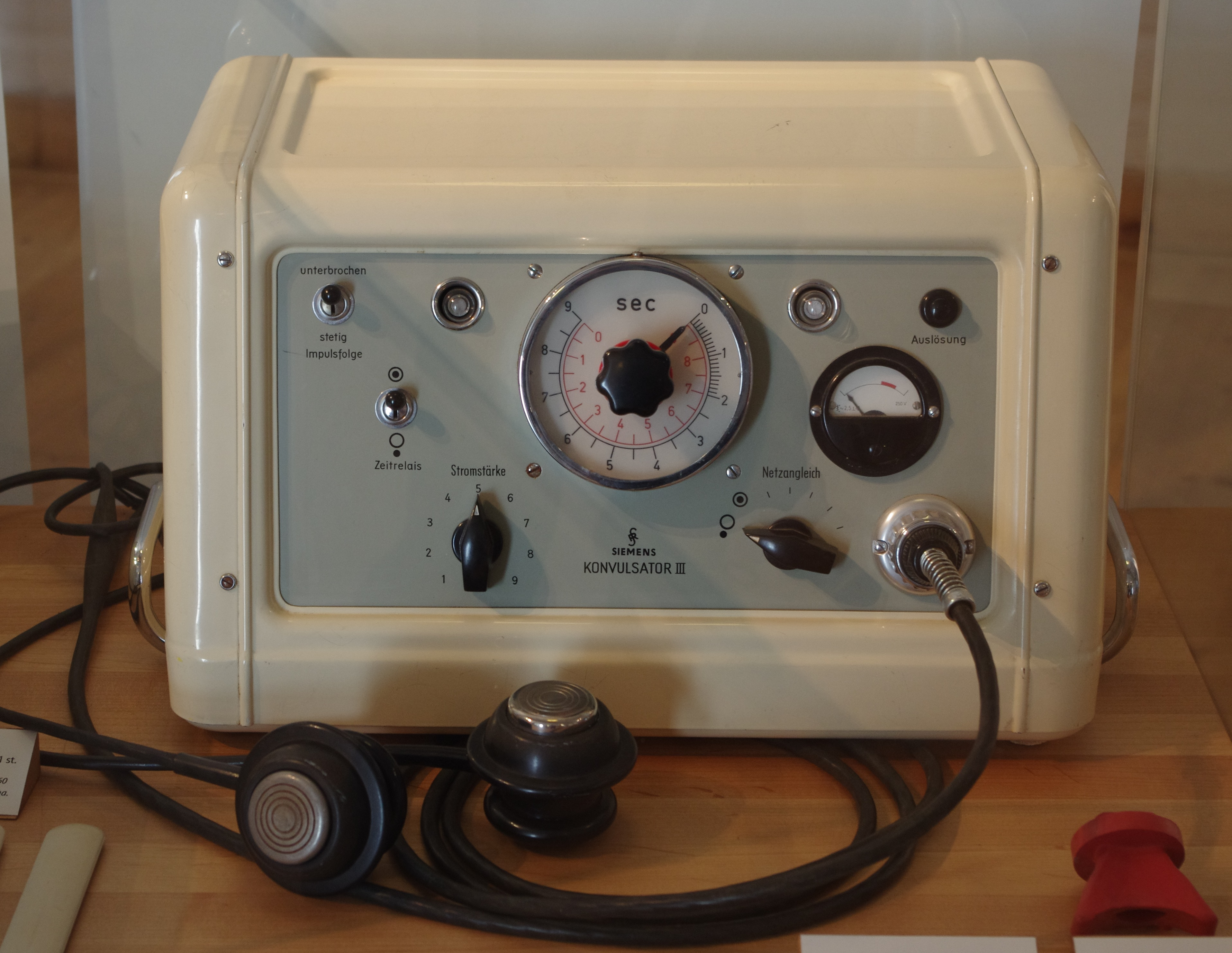
Eletroconvulsoterapia é um tratamento eficiente, rápido, seguro e recomendado para a catatonia com causas psiquiátricas.

Inicialmente começa-se com tratamento sintomático. Em casos de agitação motora benzodiazepínicos em altas doses podem melhorar o quadro em meia hora. Lorazepam é um dos tratamentos de primeira linha. Antipsicóticos podem ser usados, mas com cautela pelo risco de causar hipotensão e síndrome neuroléptica maligna que agravam ainda mais o caso. 
Antidepressivos pode ser usado para reduzir sintomas depressivos e carbonato de lítio para reduzir sintomas maniacos e depressivos.
O topiramato, por produzir antagonismo glutamato através da modulação dos receptores de AMPA, pode ser útil quando excesso de glutamato for identificado.

## História
Acredita-se que, nesses casos, o doente poderia ser enterrado ainda em vida. Isso já não ocorre pois atualmente há uma série de exames que são feitos antes de declarar o óbito do indivíduo.